# Glenn Danzig

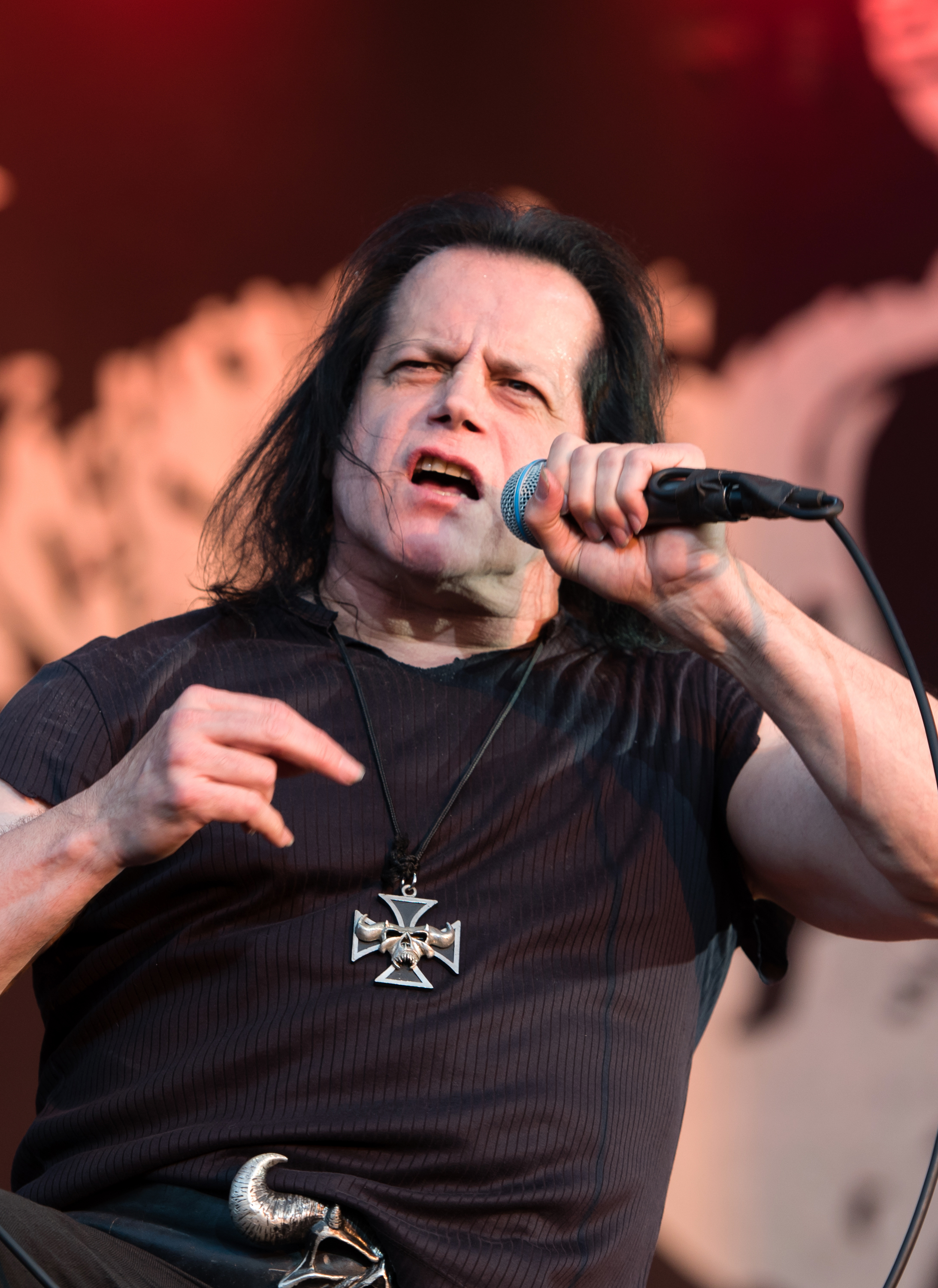
Danzig (2018)

Glenn Danzig, eigentlich Glenn Allen Anzalone, (* 23. Juni 1955 in Lodi, New Jersey) ist ein US-amerikanischer Rockmusiker. Neben seiner Haupttätigkeit als Sänger bei der Gruppe Danzig betätigt er sich als Comicautor und Produzent. Weiter ist er Mitbegründer und Lead-Sänger der Band Misfits.

## Leben

### Jugend
Glenn Allen Anzalone alias Glenn Danzig wurde als drittes von vier Kindern in Lodi, New Jersey, als Sohn protestantischer Eltern geboren. Danzig hat italienische, deutsche und schottische Vorfahren. Sein Vater war Fernsehtechniker und ein Veteran des United States Marine Corps, der im Zweiten Weltkrieg und Koreakrieg gekämpft hatte. Seine Mutter arbeitete in einem Plattenladen. So kam er auch früh mit Rockmusik in Berührung, etwa mit Blue Cheer, Black Sabbath oder The Doors.
Danzig wuchs nach eigenen Angaben mit nur sehr wenig religiös bedingten Einschränkungen auf. Sein Vater war Protestant und er besuchte die protestantische Kirche. Allerdings bekam er mit, dass seinen katholischen Freunden vieles verboten wurde.
Danzig machte mit elf Jahren Erfahrungen mit Alkohol und anderen Drogen, entfernte sich aber mit 15 wieder davon. Nachdem er die High School in Lodi abgeschlossen hatte, besuchte er die Tisch School of the Arts und danach das New York Institute of Photography. Er strebte zunächst an, Comic-Buch-Zeichner zu werden.

### Musikkarriere
Bevor Glenn Danzig 1977 mit Jerry Only die Band The Misfits gründete und somit zugleich den Grundstein für das Genre Horrorpunk legte, hatte er in mehreren anderen Bands, darunter Talus und Whodat and Boojang, gespielt. 1983 verließ er die Misfits, um seine volle Aufmerksamkeit seiner neuen Band Samhain widmen zu können. Der Bruch mit den Misfits entstand aufgrund von musikalischen Differenzen über das von Danzig geschriebene Songmaterial. 1987 gründete er die Rock-Band Danzig. Danzig galt schon Ende der 1980er-Jahre vielen (Hardcore-)Punk-Hörern als Kultfigur und wurde beispielsweise in Bezug auf sein Charisma mit Lemmy Kilmister von Motörhead verglichen. Ihm wurde bescheinigt, einen eigenständigen Stil kreiert zu haben.
Aufgrund seines kehligen und tiefen Gesangs, der von einigen Kritikern mit dem Elvis Presleys und  Jim Morrisons verglichen wurde, wird der nur 1,60 Meter große, muskulöse Glenn Danzig gelegentlich „Elvis from Hell“ und „Evil Elvis“ genannt.
Ferner zeichnet sich Danzig durch seine Bühnenpräsenz und ein Posing aus, das dem eines Bodybuilders ähnelt.
Dafür, dass Jerry Only bis 2016 als letztes verbliebenes Mitglied der Originalbesetzung mit dem Namen der Misfits unterwegs ist, hatte Danzig nur Spott übrig: „Das ist jämmerlich. Er lebt einfach nur durch den Namen. Gibt es überhaupt Leute, die das gut finden?“
Am 12. Mai 2016 wurde bekannt gegeben, dass Glenn Danzig im September 2016 erstmals seit 1983 mit den Misfits auf dem Riot Fest in Denver und Chicago auf der Bühne stehen werde.

## Religiöse und politische Einstellungen
Glenn Danzig hat sich in Interviews häufig zu seinen politischen und religiösen Ansichten bekannt. Politisch sprach er sich etwa für das Recht auf Abtreibung aus und unterstützte die Todesstrafe in den USA. Kritik äußerte er an der Polizei, etwa im Zusammenhang mit dem Fall Rodney King.
Oft spielte Danzig, insbesondere auf seinen Soloalben, mit satanistischen Motiven und wurde auch als Satanist dargestellt. Er hat dies in Interviews bestritten, übte aber Kritik an organisierter Religion:

„Viele Leute sind für einen Mann gestorben, der nichts weiter getan hat, als eine passive Lebensweise zu lehren. Ich habe nicht das Gefühl, als würden sie die Erinnerung daran wachhalten, daß Christus den Menschen eine solche Lebensweise nahebringen wollte... Religion sollte keine Gründe für massenhaftes Töten und Kämpfen liefern. Ich kann verstehen, wenn man um seine persönliche Freiheit kämpft, aber es geht zu weit, wenn einer sagt: 'Entweder du glaubst an das, von dem ich sage, daß du daran glauben sollst, oder ich schlage dir den Schädel ein.“

Glenn Danzig sprach sich für Meinungsfreiheit und gegen politische Korrektheit aus:

„Ich bin nicht politically correct. Die Menschen, die daran glauben, hoffen wohl, dass ich bald erschossen werde. Dann werde ich aber einige Leute mit in den Tod nehmen. 'PC' ist eine Art von Faschismus. Eines der Grundprinzipien der amerikanischen Gesellschaft besagt doch, dass alle Menschen das denken dürfen, was sie wollen. […] Respekt und Toleranz verlange ich von jedem.“

## Kritik und Kontroversen
In der Metal-Szene ist Danzig durchaus umstritten und wurde in der Musikpresse oft mit einer Mischung aus freundlichem Spott bis deutlicher Kritik betrachtet. Das Magazin Rock Hard etwa titulierte ihn bisweilen als „Düsterzwerg“ oder „Schinken-Glenn“. Schärfere Kritik gab es an in den frühen 1990ern zunehmenden Starallüren wie plötzlichen Konzertabsagen, Auseinandersetzungen und Schlägereien, etwa mit Konzertfotografen, der Band Def Leppard oder mit André Verhuysen, dem Veranstalter des Dynamo Open Air. Hier kam es nach dem Ende des Festivals, bei dem Verhuysen den Auftritt von Danzigs Band nach deren um zwei Stunden verspätetem Konzertbeginn abgebrochen hatte, mit jenem fast zu einer Schlägerei. Verhuysen machte daraufhin mit abgedruckten Belegen öffentlich, dass Danzig auf seiner Catering-Bestellung für das Festival „Mädchen zwischen 18 und 24“ „bestellt“ habe, die über einen High-School-Abschluss sowie „Wissen in Politik, Religion und Sport“ verfügten und nicht weiter als eine Fünf-Dollar-Taxifahrt vom Festivalgelände entfernt lebten. Danzig widersprach dem später und gab an, davon wüsste er nichts, dies sei „totaler Unsinn“ oder ein „Witz des Promoters“.
Danzig fiel zudem wiederholt durch kontroverse und zum Teil widersprüchliche Interview-Äußerungen auf. So äußerte er im Rahmen der Promotion seines zweiten Soloalbums Danzig II: Lucifuge einerseits Bewunderung für „Führer“-Gestalten, andererseits aber gab er an, religiöse Autoritäten infragezustellen. In Italien wurde er 1992 wegen weiterer umstrittener Interview-Aussagen von einem Festival gestrichen.
Kritik wurde auch an Danzigs Umgang mit Bandmitgliedern laut. So beklagte sich Ex-Schlagzeuger Chuck Biscuits, Danzig habe ihn wie einen „Angestellten“ behandelt. Auch hier widersprach Danzig und verwies darauf, dass Biscuits die Band freiwillig und vor Zeugen von Plattenfirma und Management verlassen habe. Auch gab er Biscuits’ Drogenkonsum als Grund an.

## Sonstiges
Glenn Danzig besitzt einen Comicverlag namens Verotik. Der Verlag vertreibt düstere Comics für eine erwachsene Zielgruppe. Für einen seiner Comics, „Ge Rouge“, plante Danzig eine Verfilmung.
Zudem ist Danzig Besitzer der Plattenfirma Plan 9, von der fast alle Misfits-Alben (mit ihm als Sänger) veröffentlicht wurden.
Er hatte einen kurzen Gastauftritt im Film God’s Army II – Die Prophezeiung als gefallener Engel Samyael und in einem Sketch der Serie Portlandia. Um sein körperbetontes Auftreten zu festigen, trainiert er laut einem unter anderem bei YouTube veröffentlichten Video die Kampfkunst Jeet Kune Do beim Bruce-Lee-Schüler Jerry Poteet.
Danzig führte bei dem 2019 erschienenen Horrorepisodenfilm Verotika Regie und gestaltete die Filmmusik.
Danzig war einer der Kandidaten für die Darstellung des Wolverine im ersten Teil der X-Men-Reihe. Aufgrund einer Tour mit seiner damaligen Band Samhain sagte er jedoch ab. Die Rolle wurde dann zunächst mit Dougray Scott besetzt, der wegen Verwerfungen mit Regisseur Bryan Singer final durch Hugh Jackman ersetzt wurde.

## Diskographie

### Misfits
- siehe Misfits (Band)#Diskografie

### Samhain
- 1984: Initium
- 1985: Unholy Passion (EP)
- 1986: November-Coming-Fire
- 1990: Final Descent
- 2000: Samhain Box Set (Boxset)
- 2002: Samhain Live '85 - '86 (Live-Album)

### Danzig
- siehe Danzig (Band)#Diskografie

### Glenn Danzig
- 1981: Who Killed Marilyn? (EP)
- 1992: Black Aria
- 2006: Black Aria II